# Agnes E. Meyer

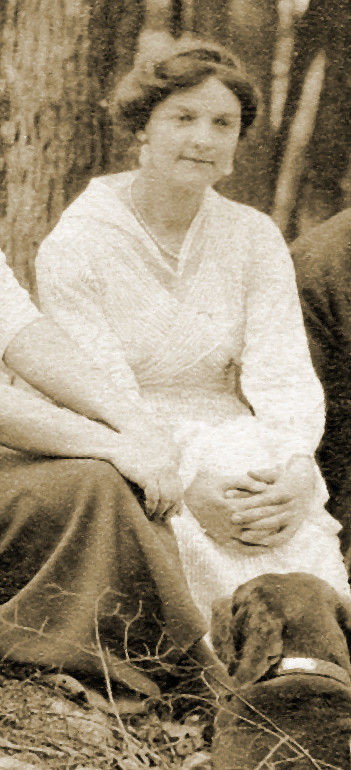
Agnes E. Meyer (1912)

Agnes Elizabeth Meyer (geborene Ernst; * 2. Januar 1887 in New York, NY; † 1. September 1970 in Mount Kisco) war eine amerikanische Journalistin, Verfechterin der Menschenrechte, Mäzenin und Philanthropin. Sie war mit Eugene Meyer verheiratet und Miteigentümerin und Mitherausgeberin der Washington Post. Mit Thomas Mann führte sie einen 18 Jahre währenden Briefwechsel.

## Leben
Geboren wurde Agnes Elizabeth Ernst als Tochter von Einwanderern aus Norddeutschland. Ihr Vater Friedrich (später: Frederick) H. W. Ernst stammte aus Großgoltern und war Rechtsanwalt, ihre Mutter Luise (später: Lucy) Schmidt stammte aus Lesum. Ihr Großvater Karl Ernst war evangelisch-lutherischer Pfarrer im Königreich Hannover und gehörte dort zeitweilig der Ständeversammlung an. Ihre Eltern lernten sich in den USA kennen. Luise Schmidt, Tochter eines Seemanns und das älteste von sieben Kindern, war in New York zu Besuch gewesen, Friedrich H. W. Ernst überredete sie zum Bleiben. Sie heirateten am 30. Mai 1878 in New York.
Agnes Elizabeth war das jüngste von vier Kindern und das einzige Mädchen. Die ersten Jahre ihrer Kindheit verbrachte sie in Pelham Heights, damals ein Dorf am nördlichen Stadtrand von New York.
Das Verhältnis zum Vater war eng, bis sie herausfand, dass er ein Doppelleben mit Liebschaften führte und über seine Verhältnisse lebte. Seinen Bankrott verzieh sie ihm nicht. Er hatte den Umzug nach New York zur Folge, wo sie die Morris High School besuchte. Besonders gute Leistungen wies sie in Fremdsprachen auf. Ihren Alterskameradinnen war sie voraus, die Schule schloss sie im Alter von 16 Jahren ab.
Der Vater wünschte, dass die Tochter Sekretärin werden sollte, um bald Geld zu verdienen. Gegen seinen Willen begann sie am Barnard College mit einem Stipendium Mathematik zu studieren, wandte sich aber schnell der Philosophie und Literatur zu. In ihrem letzten Studienjahr studierte sie bei John Dewey, dessen Pragmatismus, Liberalismus und Einsatz für Bildungsreformen sie prägten. Nach ihrem Abschluss 1907 wurde sie die erste Reporterin der New York Morning Sun. Ihr Interesse galt der New Yorker Kunstszene. In einer Ausstellung über japanische Kunst sah Eugene Meyer die junge Journalistin im Februar 1908 zum ersten Mal. Für ihn stand sofort fest, schilderte die Tochter Katharine Graham in ihren Memoiren, dass er die großgewachsene Blondine mit blauen Augen, die sehr selbstsicher wirkte, heiraten werde. Er scheute sich jedoch, sie anzusprechen; den Kontakt vermittelte kurze Zeit später ein Bekannter.
1908/1909 verbrachte sie ein Jahr in Paris – auf Vorschlag des Fotografen Edward Steichen, der ihr Mentor geworden war. Von dort unternahm sie Reisen nach Deutschland, Österreich, Italien und England. Sie schrieb weiter für die Sun und hörte Vorlesungen über Kunstgeschichte an der Sorbonne. In Deutschland besuchte sie Verwandte mütterlicherseits in Lesum und traf sich in Bremen mit Alfred Walter Heymel, den sie aus New York kannte.
In Paris erhielt sie zweimal Besuch von Eugene Meyer, der ihr schon vor ihrem Europaaufenthalt einen Heiratsantrag gemacht hatte. In der französischen Hauptstadt suchte sie die Bekanntschaft bekannter Persönlichkeiten wie Henri Matisse, Gustav Mahler, Rainer Maria Rilke und Auguste Rodin, der sie vergeblich aufforderte, ihm Modell zu sitzen. Als attraktive und für die Zeit ungewöhnlich selbstständige junge Frau hatte sie viele Verehrer. In ihrer Autobiografie schrieb sie, wenn sich jemand nicht Hals über Kopf in sie verliebt habe, sei das Leben für sie langweilig gewesen. Nichts habe ihr ferner gelegen als der Gedanke an eine Ehe.

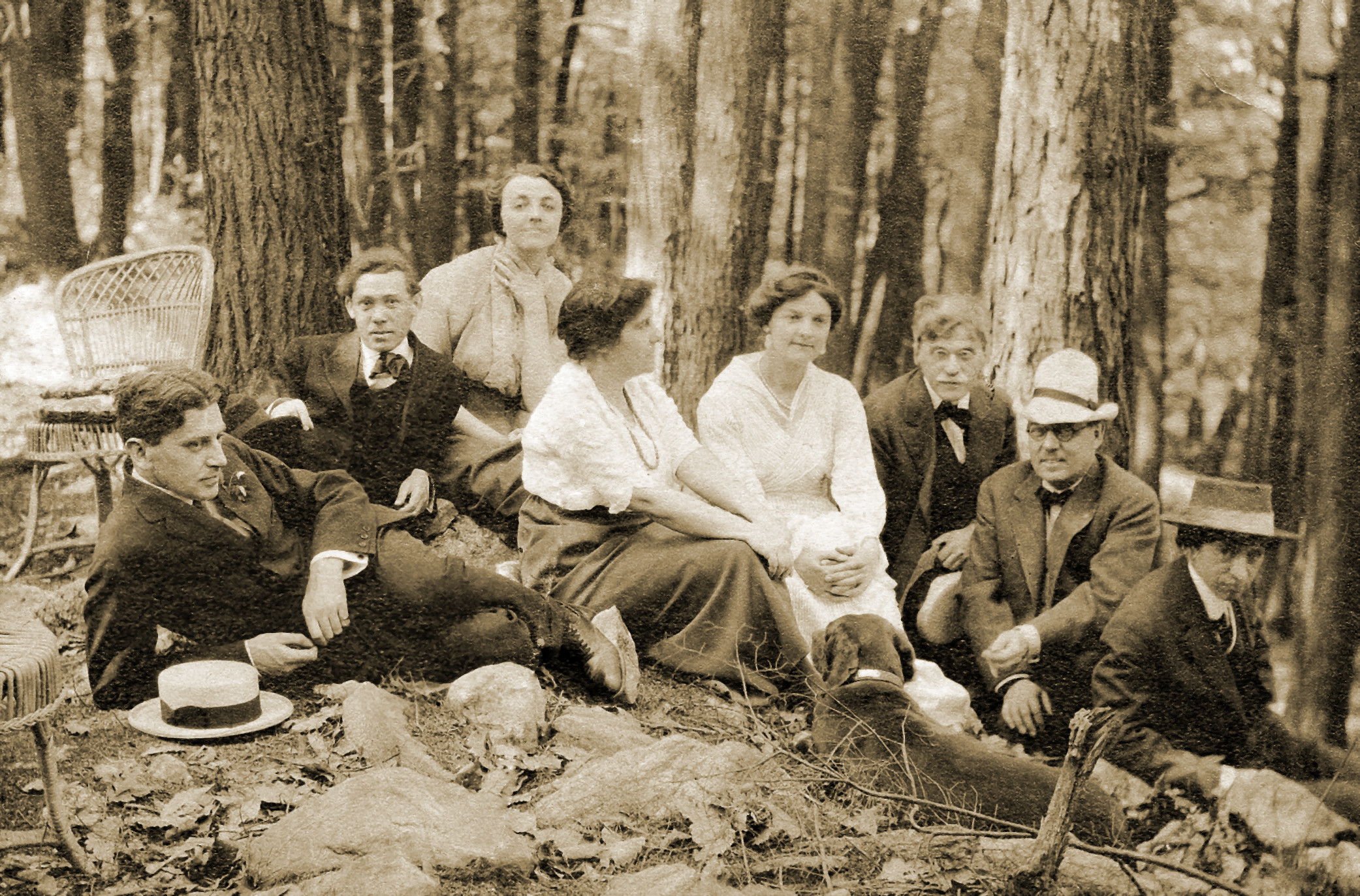
Künstlergruppe in Mount Kisco im Jahr 1912 (von links nach rechts): Paul Haviland, Abraham Walkowitz, Katharine Rhoades, Emily Stieglitz, Agnes Ernst (Mrs. Eugene Meyer), Alfred Stieglitz, J. B. Kerfoot, John Marin

Dennoch heiratete sie bald nach ihrer Rückkehr in die USA im Februar 1910 Eugene Meyer nach lutherischem Ritus. Beide hatten aus der Sicht ihrer Zeitgenossen einen gesellschaftlichen Makel: Agnes Elizabeth war die Tochter eines Bankrotteurs, Eugene war Jude. Er tilgte die Schulden des Vaters, mit ihr konnte er seinen Wunsch nach einer Familie erfüllen und bekam eine gebildete und gesellschaftlich gewandte Partnerin, die sich auf Repräsentation verstand. Sie nannte die Heirat in ihrer Autobiografie ihr größtes Gut, er befand, dass sie ihn oft irritiert, aber nie gelangweilt habe. Durch die Heirat mit einem Juden war sie entgegen eigenen Erwartungen gesellschaftlicher Ausgrenzung ausgesetzt, was sie tief verletzte.
Mit Eugene Meyer hatte sie fünf Kinder, dennoch gab sie ihre journalistische Arbeit nicht auf und beschäftigte sich vor allem mit sozialpolitischen Problemen, insbesondere mit Bildungsreformen. Nach der Geburt ihres zweiten Kindes brach sie aus der Ehe aus, fuhr mit dem Schiff im Frühjahr 1914 nach Europa, nahm in Frankreich ihr früheres Bohèmeleben wieder auf und reiste auch nach Deutschland. Ein Wiedersehen mit Alfred Walter Heymel veranlasste sie ernüchtert zur Rückkehr, obwohl sie sich durch Ehe und Mutterschaft nicht ausgefüllt fühlte.
1915 schlugen Agnes E. Meyer, Paul Haviland und Marius de Zayas als Mitarbeiter in Alfred Stieglitz’ Galerie 291, die unzufrieden mit der Entwicklung der Galerie waren, die Gründung eines neuen Fotomagazins vor. Es wurde wie die Galerie 291 betitelt. Um 1918 ließ Eugene Meyer von Charles A. Platt das Landhaus „Seven Springs“ in Mount Kisco erbauen, das seit 1994 zum Besitz von Donald Trump gehört.
1920 erhielten Frauen in den USA das Wahlrecht, im folgenden Jahr begann Agnes E. Meyers politisches Engagement. Ihr Mentor wurde William L. Ward, mit dem sie nach Angaben ihrer Tochter Katharine eine Affäre hatte. Meyer wurde Republikanerin, sie vertrat innerhalb der Partei die liberalen Positionen dieser Zeit. 18 Jahre lang, von 1923 bis 1941, war sie auf Betreiben Wards Vorsitzende der „Recreation Commission“ im Westchester County. Deren Aufgaben waren vielfältig: vom Parkwesen zum Straßenbau bis zum Kulturleben. Über die Aufgabe der Tätigkeit schrieb sie am 22. Dezember 1941 nach dem japanischen Angriff auf Pearl Harbor aus Washington an Thomas Mann: „Ich habe meine Stelle in Winchester Co. resigniert da ich sonst dort leben müsste wegen der wichtigen Preparation für eine mögliche, plötzliche Evacuation of N.Y. Achtzeen Jahre habe ich dort gearbeitet. Es war nicht leicht abzusagen, meine Mitarbeiter zu verlassen.“
Ihr stand der Weg ins Repräsentantenhaus offen, doch zog sie es vor, durch andere Gremien Einfluss zu nehmen, etwa ab 1929 als Mitglied im „Library of Congress Trust Fund Board“, das für die Vermögensverwaltung der Nationalbibliothek zuständig ist. Ihre altliberalen Positionen machte sie bis zum Beginn des Zweiten Weltkriegs zur Gegnerin Franklin D. Roosevelts; während des Krieges und in der Nachkriegszeit änderte sie ihre Haltung. Den Ausschuss für unamerikanische Umtriebe lehnte sie strikt ab, Joseph McCarthy hielt sie für einen gefährlichen Demagogen und Psychopathen. 1956 unterstützte sie die Präsidentschaftskandidatur Adlai Stevensons, 1960 John F. Kennedy gegen Richard Nixon. Im selben Jahr machte sie ihren Austritt aus der Republikanischen Partei öffentlich. Sie trat gegen den Rüstungswettlauf der Atommächte ein und forderte, eine internationale Frauenfriedenskonferenz in Genf einzuberufen.

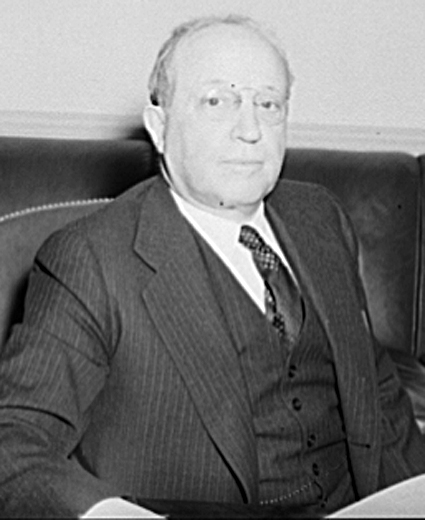
Eugene Meyer (zwischen 1940 und 1946)

1933 ersteigerte ihr Mann Eugene Meyer die vom Vorbesitzer fast in den Ruin gewirtschaftete Washington Post. Agnes E. Meyer wurde Miteigentümerin und später Mitherausgeberin. Anders als ihr Mann hatte Agnes E. Meyer journalistische Erfahrung, sie war zudem eine gute Schreiberin und Rednerin. Beider Ziel war es, die offiziell unabhängige Zeitung, die noch mehrere Jahre rote Zahlen schrieb, als Instrument gegen Präsident Franklin D. Roosevelts New Deal einzusetzen. Agnes E. Meyer bemühte sich zusammen mit den Ressortleitern, das Niveau und das Ansehen der Zeitung zu heben, indem sie die bestmöglichen Reporter und Autoren an die Zeitung zu binden versuchten, die damals auf dem letzten Platz der fünf Zeitungen der Hauptstadt Washington stand.
Während des Zweiten Weltkriegs berichtete die New York Herald Tribune über Agnes E. Meyers Entdeckung, dass fünf Millionen junge Amerikaner nicht zum Militärdienst zugelassen worden waren, weil sie entweder physische oder Ausbildungsdefizite hatten. Bildung wurde damit als verteidigungswichtig für die USA eingestuft.

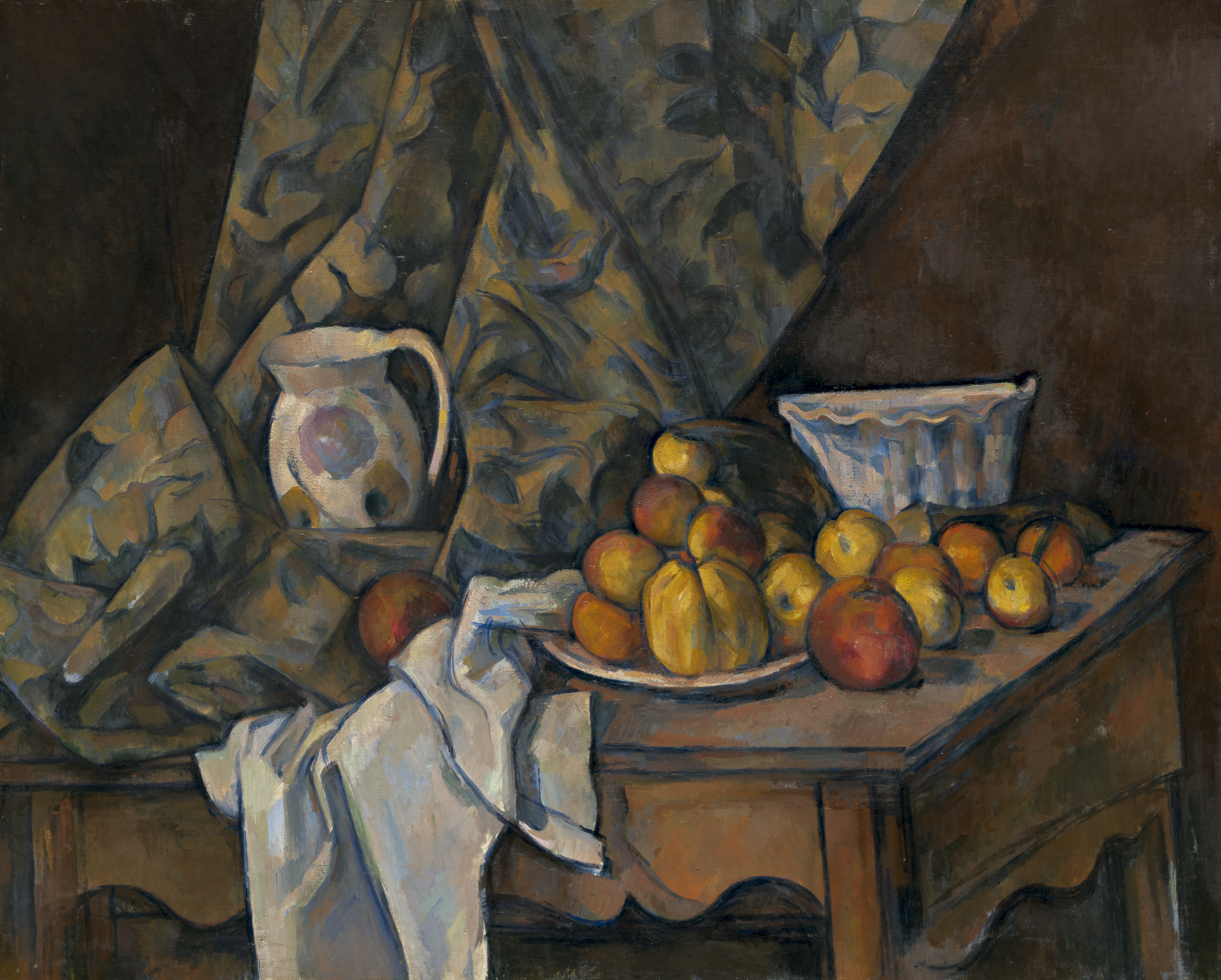
Paul Cézanne: Stillleben mit Äpfeln und Pfirsichen (um 1905) aus der Sammlung Meyer

Zusammen mit ihrem Mann sammelte Agnes E. Meyer Kunstwerke von Antoine-Louis Barye, Constantin Brâncuși, Paul Cézanne, Charles Despiau, Édouard Manet, Pierre-Auguste Renoir und Auguste Rodin, die sie später der National Gallery of Art in Washington, D.C. stiftete. Der Agnes and Eugene E. Meyer Fund und die Eugene and Agnes E. Meyer Foundation in Washington wirken heute noch.

### Familienleben
In ihrer Rolle als Mutter von fünf Kindern ging Agnes E. Meyer nicht auf. Die Erziehung überließen sie und ihr Ehemann zumeist Kindermädchen und Gouvernanten, zum Vertrauten der Kinder wurde außerdem der Chauffeur der Familie. Als das Ehepaar Meyer 1917 nach Washington zog, ließ es die Kinder für vier Jahre in New York zurück. Die Kinder waren damals zwei, vier und sechs Jahre alt, Katharine erst wenige Monate. Tochter Ruth wurde 1921 geboren. Die Eltern begründeten das Zurücklassen nach Angaben der Tochter Katharine damit, sie hätten nicht abgesehen, wie lange ihr Aufenthalt dort dauern würde. Als weitere Argumente führten sie an, Washington sei überfüllt, oder etwa, dort herrsche eine epidemische Lungenentzündung. Die Kinder besuchten ihre Eltern gelegentlich in Washington, diese kamen sporadisch nach New York.
Auf die späteren Vorhaltungen ihres Sohns Bill wegen der langen Trennungszeit entgegnete Agnes E. Meyer, sie seien doch alle in der Schule gewesen. Nach der Geburt des zweiten Kindes beklagte sie eine Zerstörung ihrer Persönlichkeit und schrieb später: „Ich wurde eine gewissenhafte, aber kaum eine sehr liebevolle Mutter.“ Von ihren Töchtern erwartete sie, kämpferisch, sportlich und gesellschaftlich erfolgreich zu sein. Gewollt hatte sie ausschließlich Söhne; nach der Geburt von Eugene Meyer III, genannt Bill, gestand sie „das lächerliche Gefühl“ ein, „etwas Besonderes geleistet zu haben“.
Die Tochter Elizabeth studierte Musik, wie zuvor die Mutter besuchte sie das Barnard College. Florence Meyer wurde Fotografin. Katharine Graham wurde als Nachfolgerin ihres Vaters und ihres Ehemannes Herausgeberin der Washington Post und erhielt 1998 den Pulitzerpreis für ihre Autobiografie Personal History. Ihre jüngste Tochter war Ruth Epstein (1921–2007). Der einzige Sohn, Eugene (1915–1982), war Psychoanalytiker und Medizinprofessor.

### Agnes E. Meyer und Thomas Mann

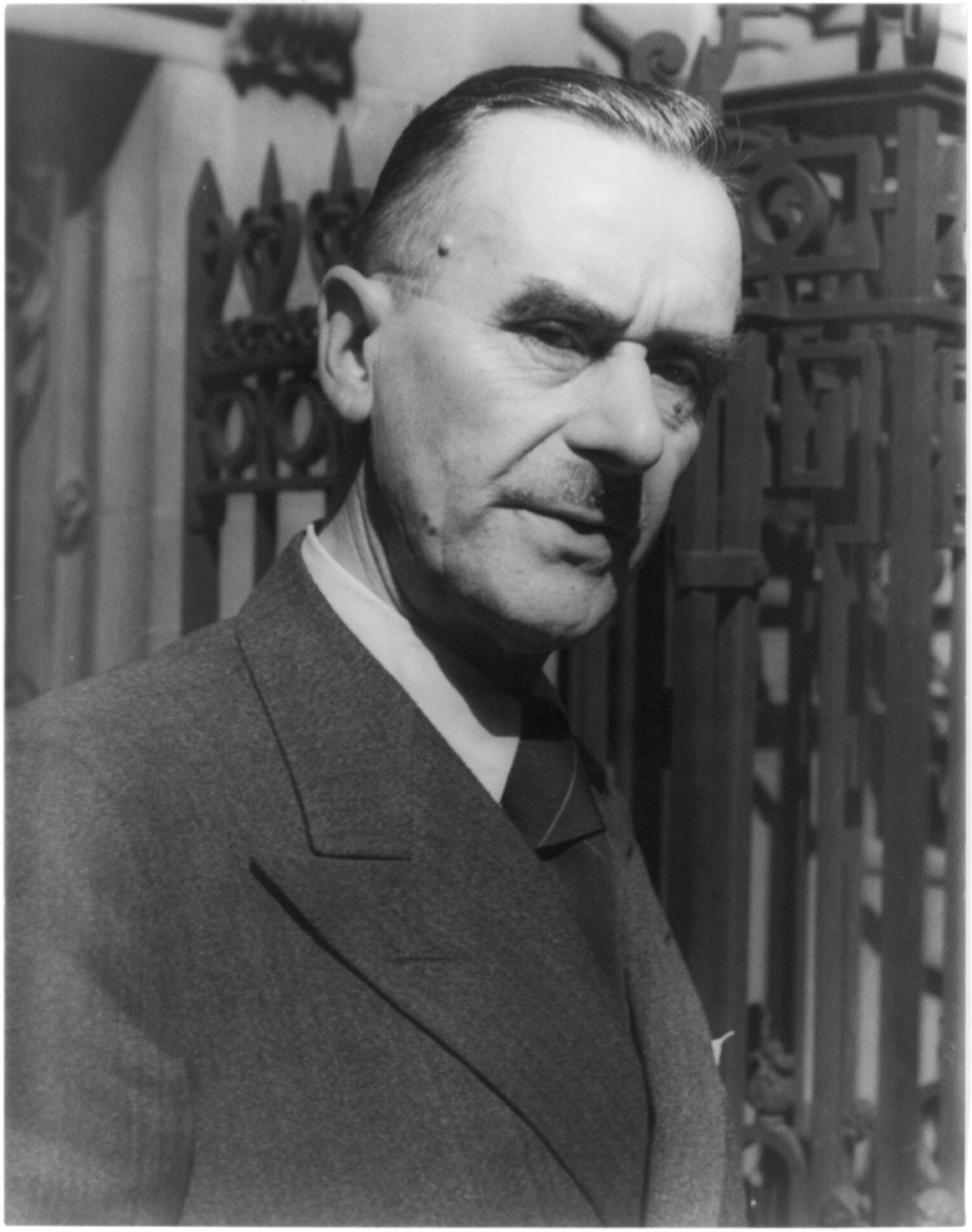
Thomas Mann im April 1937 – im selben Monat lernte Agnes E. Meyer den Schriftsteller kennen

In der Zeit des Nationalsozialismus unterstützte Agnes E. Meyer emigrierte Schriftsteller, insbesondere den Literaturnobelpreisträger Thomas Mann. Mit ihm unterhielt sie einen intensiven Briefwechsel. Agnes E. Meyer lernte ihn im April 1937 kennen und berichtete über das Gespräch in der Washington Post unter der Überschrift National Socialism Can’t Endure in Germany, Declares Dr. Mann, Most Distinguished Exile. Erst später gab sie sich brieflich als Ehefrau des Washington-Post-Herausgebers zu erkennen. Ende 1937 ermutigte sie Mann, der in den Vereinigten Staaten als „the greatest living man of letters“ bezeichnet wurde, eine Übersiedlung in die USA zu erwägen.
Bereits beim Stellen des Einbürgerungsantrags 1938 in Toronto half sie Mann, indem sie im Hintergrund bürokratische Steine aus dem Weg räumte. Als Manns Sohn Golo, sein Bruder Heinrich und dessen Frau Nelly im besetzten Frankreich festsaßen, nutzte sie ihre Verbindungen, um die Ausreise zu ermöglichen.

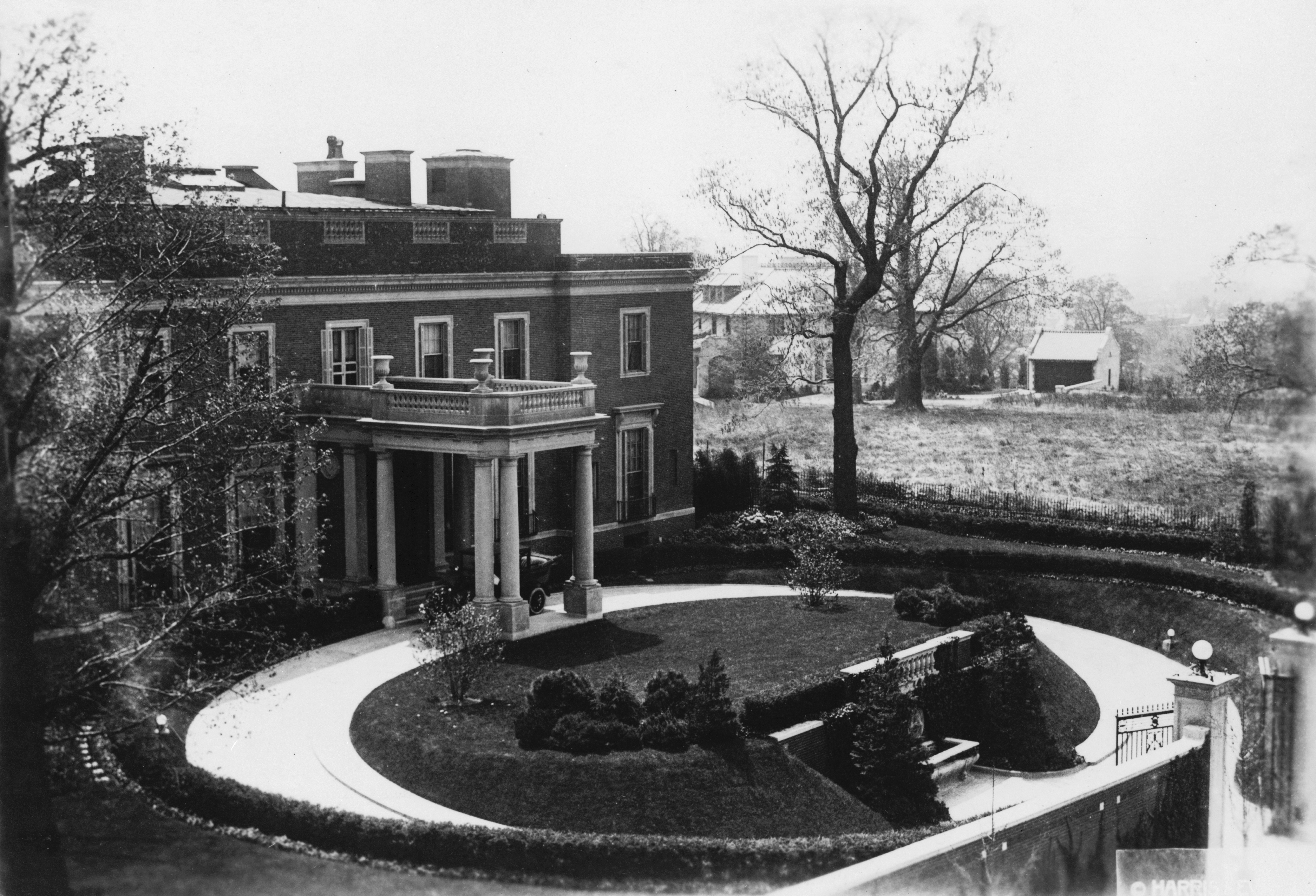
White-Meyer House am Crescent Place, Washington, D.C.

Mann und seine Frau Katia waren im April 1939 zum Abschluss einer anstrengenden fünfwöchigen Vortragsreise Gäste Agnes Meyers und ihres Ehemanns in deren Haus in Washington, D.C. Sie arrangierte Ausflüge, Konzertbesuche sowie glanzvolle Gesellschaften für ihre Gäste und ermöglichte ihnen die Teilnahme am „Gridiron Dinner“ des im Weißen Haus akkreditierten Pressecorps, an dem Präsident Roosevelt teilnahm, den Mann verehrte – anders als seine Gastgeber, die dessen New Deal ablehnten. Agnes E. Meyers Beziehung zu Thomas Mann nahm zeitweilig manische Züge an; er hielt sie auf Distanz, war sich jedoch bewusst, dass ihre Mittel und Verbindungen ihm und seiner Familie helfen konnten, ihre Existenz in den Vereinigten Staaten zu sichern. Auf vielfältige Weise sorgte sie indirekt finanziell während seines Exils in den USA für ihn. So beschaffte sie ihm 1938 mit ihren ausgezeichneten Verbindungen die Ernennung zum „Lecturer in the Humanities“ an der Princeton University – die Verpflichtung schätzte er wegen des Aufwands immer weniger und bedauerte das Auslaufen nicht. 1941 erhielt er eine Ehrenstellung als „Consultant in Germanic Literature“ an der Library of Congress. Die Zustimmung des Leiters der Bibliothek, Archibald MacLeish, war für Manns Beschäftigung erforderlich, Agnes E. Meyer war mit ihm gut befreundet. Neben seiner umfangreichen Vortragstätigkeit sicherte Mann die Stellung an der Library of Congress ein gutes Auskommen und ermöglichte den Bau der Villa in Pacific Palisades. Für die Hypothek beim Hausbau übernahm Meyer die Bürgschaft. An der Finanzierung der Exilzeitschrift Mass und Wert, die Mann und Konrad Falke von 1937 bis 1940 herausgaben, beteiligte sie sich mit Zuschüssen.
Das Ehepaar Mann war neben dem Washingtoner Haus der Meyers auch in deren Landhaus „Seven Springs“ oberhalb des Byram Lake in Mount Kisco, nördlich von New York gelegen, mehrfach an Wochenenden zu Gast. Thomas Mann genoss den Aufenthalt auf dem luxuriösen Anwesen, das er „Schloss Sieben Quellen“ nannte und in seinem Tagebuch dessen „vollkommenen Komfort des reichen Hauses“ lobte. Insbesondere beeindruckte ihn ein Hauskonzert, das Rudolf Serkin mit dem Busch-Quartett im Juni 1940 gab.
Im Sommer 1939 bereiste Agnes E. Meyer erneut Deutschland. Sie wollte ein Buch über Thomas Mann schreiben – später nahm sie Abstand von dem Vorhaben – und besuchte dabei Manns Geburtsstadt Lübeck und das nahe Travemünde. In Berlin traf sie auf Empfehlung Paul Leverkühn, den Sohn eines Lübecker Amtsrichters, dessen Name der Familie Mann im Zusammenhang mit Vormundschaftsangelegenheiten nach dem Tod Thomas Johann Heinrich Manns vertraut war. Den Namen Leverkühn verewigte Mann in seinem Zeitroman Doktor Faustus. Mann versuchte sie zu überzeugen, den Roman ins Englische zu übersetzen; übertragen wurde er dann von Helen Tracy Lowe-Porter.  Übersetzerdienste leistete Agnes E. Meyer für Mann, der in seinen ersten Jahren noch nicht über flüssige Sprachkenntnisse verfügte, darunter bei Texten und Reden. Vor Vorträgen übte er mit ihr die englische Aussprache. Sie rezensierte zudem mehrere seiner Werke, Joseph in Egypt, Royal Highness, The Beloved Returns, The Transposed Heads (Die vertauschten Köpfe), Order of the Day, eine Sammlung politischer Essays und Stellungnahmen, und Joseph the Provider. Agnes Meyer prägte die Figur der Thamar dieses Romans und später die der Frau von Tolna in Doktor Faustus.
Thomas Manns Vortrag Schicksal und Aufgabe von 1943 stieß auf überwiegende Ablehnung. Auch Agnes Meyer kritisierte das Werk, da es ein merkwürdiges Verständnis von Demokratie und Kommunismus erkennen lasse.
Obwohl sie Thomas Mann angeboten hatte, die Washington Post als Zugang zur Öffentlichkeit in den Vereinigten Staaten zu nutzen, veröffentlichte er während seiner 14 Jahre in den USA nur drei Artikel in der Zeitung.
Agnes E. Meyers Tochter Katharine beschrieb die Freundschaft ihrer Mutter zu dem Schriftsteller als „verzehrende Leidenschaft, die ihr inneres Gleichgewicht bedrohte“, gleichwohl sei sie eine große Bereicherung gewesen. Mann äußerte sich trotz Meyers Engagement zeitweise in seinen Tagebüchern abfällig über sie. „Die beschwerliche Geistpute in Washington“ nannte er sie und „hysterisch“. In der Korrespondenz jedoch redete er sie mit „Liebe Freundin“ an. In einem elfseitigen Brief hielt Mann im Februar 1955 – er starb im August des Jahres – einen bewegenden Rückblick mit testamentarischem Charakter auf die 18 Jahre währende Freundschaft; sie sprach ihn in ihrer Antwort mit „liebster Tommie“ an. Während Thomas Mann aus dem Briefwechsel mit Agnes E. Meyer nicht alle Schreiben aufbewahrte, überließ sie den Großteil seiner Briefe der Yale University für deren „Thomas Mann Collection“. Der Briefwechsel wurde 1992 von Hans Rudolf Vaget herausgegeben.

## Werke (Auswahl)
als Autorin
- Chinese Painting as Reflected in The Thought and Art of Li Lung-mien. Duffield and Co. New York 1923.
- Out of These Roots. The autobiography of an American woman. Neuaufl. Little Brown, Boston, Mass. 1953.
- Education for a New Morality. Macmillan, New York 1957.
- Chance and Destiny. (Autobiografie, unveröffentlicht)
- Hans Rudolf Vaget (Hrsg.): Thomas Mann, Agnes E. Meyer. Briefwechsel 1937–1955. S. Fischer Verlag, Frankfurt/M. 1992, ISBN 3-10-048200-X.
- Journey through chaos. Harcourt Brace, New York 1944.

als Übersetzerin
- Friedrich Hirth: Native Sources for the History of Chinese Pictorial Art. Columbia University, New York 1917.
- Thomas Mann: The coming victory of democracy („Vom zukünftigen Sieg der Demokratie“). Knopf, New York 1938.